# Dazdarevo
Dazdarevo (en serbe cyrillique : Даздарево) est un village de Bosnie-Herzégovine. Il est situé sur le territoire de la ville de Bijeljina et dans la république serbe de Bosnie. Selon les premiers résultats du recensement bosnien de 2013, il compte 536 habitants.

## Géographie
Le village est situé au bord de la rivière Bistrik.

## Démographie

### Évolution historique de la population dans la localité
| 1948 | 1953 | 1961 | 1971 | 1981 | 1991 | 2013 |
| ---- | ---- | ---- | ---- | ---- | ---- | ---- |
| 467  | 501  | 498  | 549  | 482  | 435  | 536  |

|  |